# シリア系ブラジル人
シリア系ブラジル人 (ポルトガル語: Sírio Brasileiro)とは完全に、部分的または支配的にシリア人の祖先を持つブラジル人、もしくはシリアに生まれブラジルに移住した人物である。

## 脚註
1. ↑  Syrians in Brazil